# Sherlock Holmes Chapter One
Sherlock Holmes Chapter One – komputerowa gra przygodowa wydana w 2021 roku przez ukraińskie studio Frogwares na system Microsoft Windows oraz konsole PlayStation 4, PlayStation 5 i Xbox Series X/S. Premiera odbyła się 16 listopada 2021 roku. Gra jest prequelem serii o przygodach Sherlocka Holmesa. Akcja dzieje się na fikcyjnej śródziemnomorskiej wyspie Cordona. Jest to pierwszy tytuł serii z otwartym światem.